# أحمد الخوص
أحمد الخوص (1941 - 2013) هو كاتب وشاعر ومدرس سوري.

## حياته ونشأته
ولد في بلدة الزبداني السورية في العام 1941 وتوفي في عام 2013

## حياته
ترك أحمد الخوص بلدته الزبداني إلى دمشق طلباً للعلم، وحاول الالتحاق بمعهد الأنصار للدراسة في الصف السابع. وكان قد جمع مبلغاً مالياً من عمله كبائع مثلجات ولكن المبلغ لم يكن كافياً مما جعله يحاول مراراً وتكراراً حتى استطاع الدخول في المعهد العربي الإسلامي. اضطرته ظروف الحياة الصعبة إلى أن يعمل كبائع لللأحذية في النهار وأن يدرس ليلاً على إنارة الحدائق العامة. وقد أثرت هذه الظروف على تعليمه فلم يكن يوماً من الطلاب المتميزين ولم يحصل على الشهادة الثانوية العامة إلا بعد ثلاثة مرات من تقديم الامتحان.
التحق بعدها في جامعة دمشق في قسم اللغة العربية وعمل مستخدماً في مديرية الجمارك لكي يسد رمقه في تلك الفترة حتى التخرج. ومن ثم تم ترفيعه من مراقب إلى مراقب عام ومن ثم أرسل موفداً إلى بولندا حيث أخذ درجة الماجيستير في قسم الدراسات الشرقية والإسلامية.
ومن الشخصيات التي تأثر بها: أستاذه مدحت عكاش وشاكر الفحام.

## مسيرته[3]
بدأت رحلة الخوص مع كتابه (قصة الإعراب)، والذي كان يقدم من إذاعة دمشق وبصوت رياض نحاس وكوكبة، من الفنانين المخضرمين، ولأن الخوص لا يريد أن يقدم دروساً جافة في اللغة العربية فقد ارتأى أن تكون الدروس حوارية عن طريق الأسئلة والإجابات بين الطلبة والأستاذ، فبدل أن يقدم الأمثلة والقاعدة اعتمد التفاعلية بين الأستاذ والطالب، وقد وجدت هذه الطريقة استجابة جيدة ما دفعه إلى اختياره أسلوباً للتصنيف في القواعد والنحو والإعراب، فجاء كتابه الكبير قصة الإعراب في أجزاء عديدة لم يترك جزئية من القواعد إلا جاء بها وعليها، وبالطريقة الحوارية التفاعلية.. راقت هذه الطريقة لكثيرين، وكثيرون من جانب آخر لم ترق لهم، وخاصة من المتخصصين، الذين تناولوا هذه الكتب، وتصيدوا عثرات المؤلف، ومن الطبيعي أن تحفل المصنفات بالمآخذ، ولكن كان هناك تجنياً على الراحل الخوص من عدد ممن قرؤوا هذه الكتب وأفادوا منها ، ولكن الخوص لم يكترث، وتابع تصنيف قصته، وطبعها مرات عديدة، وكان في المعارض والمناسبات يأخذ ركناً بين الأجنحة ليوزع هذه الكتب.
اتجه إلى تأليف كتب تهتم بتبسيط قواعد اللغة العربية وتستهدف طلاب المدارس والجامعات بالمرتبة الأولى. وأصدر خلالها سلسلة قصة الإعراب للكبار في ستة أجزاءٍ، وسلسلة قصة الإعراب للأطفال واليافعين في ثلاثة عشر جزءاً، كما أصدر كتاب الغلاييني نحوي العصر، وقصة الإملاء، وقصة الإنشاء، ونزار قباني، وغيرها من المؤلفات التي أغنت المكتبة العربية، كما أصبحت مؤلفاته مرجعاً للمدرسين والباحثين، وصدرت طبعات منها في أكثر البلدان العربية.
عضو في اتحاد الكتاب العرب.